# Senhora das Dores
Senhora das Dores é um distrito do município brasileiro de Barbacena, no interior do estado de Minas Gerais. Segundo o censo demográfico de 2022, realizado pelo Instituto Brasileiro de Geografia e Estatística (IBGE), sua população era de 2 692 habitantes e havia 936 domicílios particulares permanentes ocupados. Possui área de 81,98 km² conforme a Fundação João Pinheiro (FJP). Foi criado pela lei estadual nº 2.764 de 30 de dezembro de 1962.
De acordo com o IBGE, em 2010 a população era de 2 606 habitantes e havia 996 domicílios particulares.